# アポロSA-2

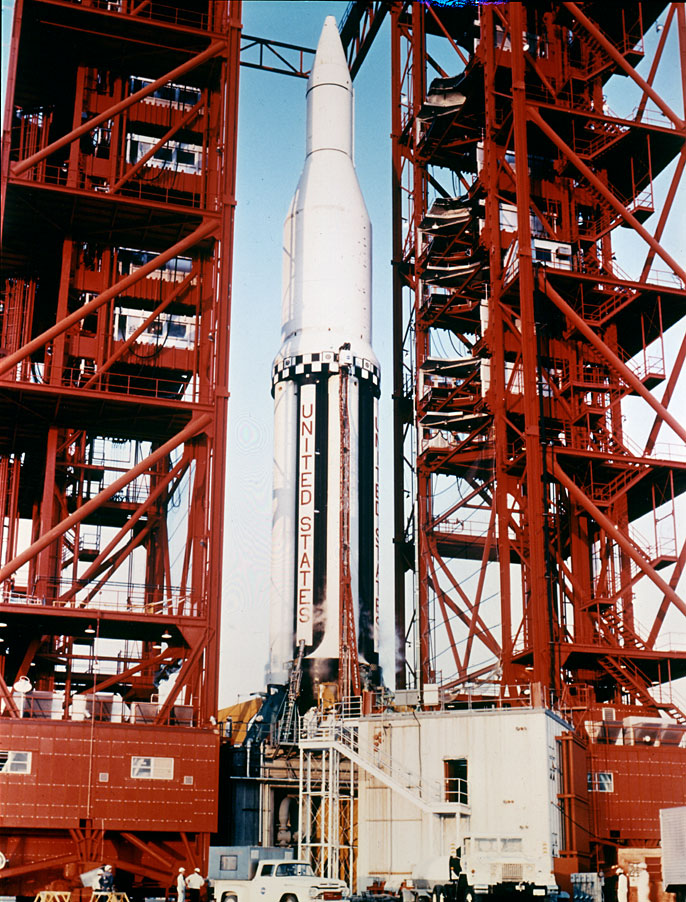
発射台上のSA-2

アポロSA-2は、アメリカ合衆国のアポロ計画において2度目に発射されたサターンI 型ロケットである。ハイ・ウォーター計画（Project Highwater）が実施された。

## 目的
SA-2計画の主目的はアポロSA-1とほぼ同じで、サターンI の性能試験であった。だが今回はそれに加えて、高度105kmに到達した時点で自爆装置を作動させてロケットを爆破し、模擬の二段目ロケットに搭載した109,000リットルの水を宇宙空間に散布して通信や気象への影響を調べるという、ハイ・ウォーター計画が予定されていた。

## 飛行
発射のための準備は、1962年4月25日ケープ・カナベラルに一段目ロケットと二段目のダミーが到着してから、わずか二ヶ月で完了した。SA-1と同様、今回も地球周回軌道に乗ることはなかった。発射から2分3秒後、高度105kmに到達した時点でロケットは計画どおり爆破され、大量の水が宇宙空間に散布された。地上からは、5秒間ほどで雲が発生するのが観測された。この雲は最終的には高度160kmまで到達した。
技術者たちは、SA-1で発生したタンク内の燃料の動揺が今回は起こらなかったことに満足した。前回の経験をふまえ、新たに開発してタンク内に設置した抑流板が十分に機能したことが証明されたからである。